# ドイツ領東アフリカ

ドイツ領東アフリカ
Deutsch-Ostafrika (ドイツ語)

緑：ドイツ領東アフリカ
灰：その他のドイツ領
黒：ドイツ帝国（1911年）

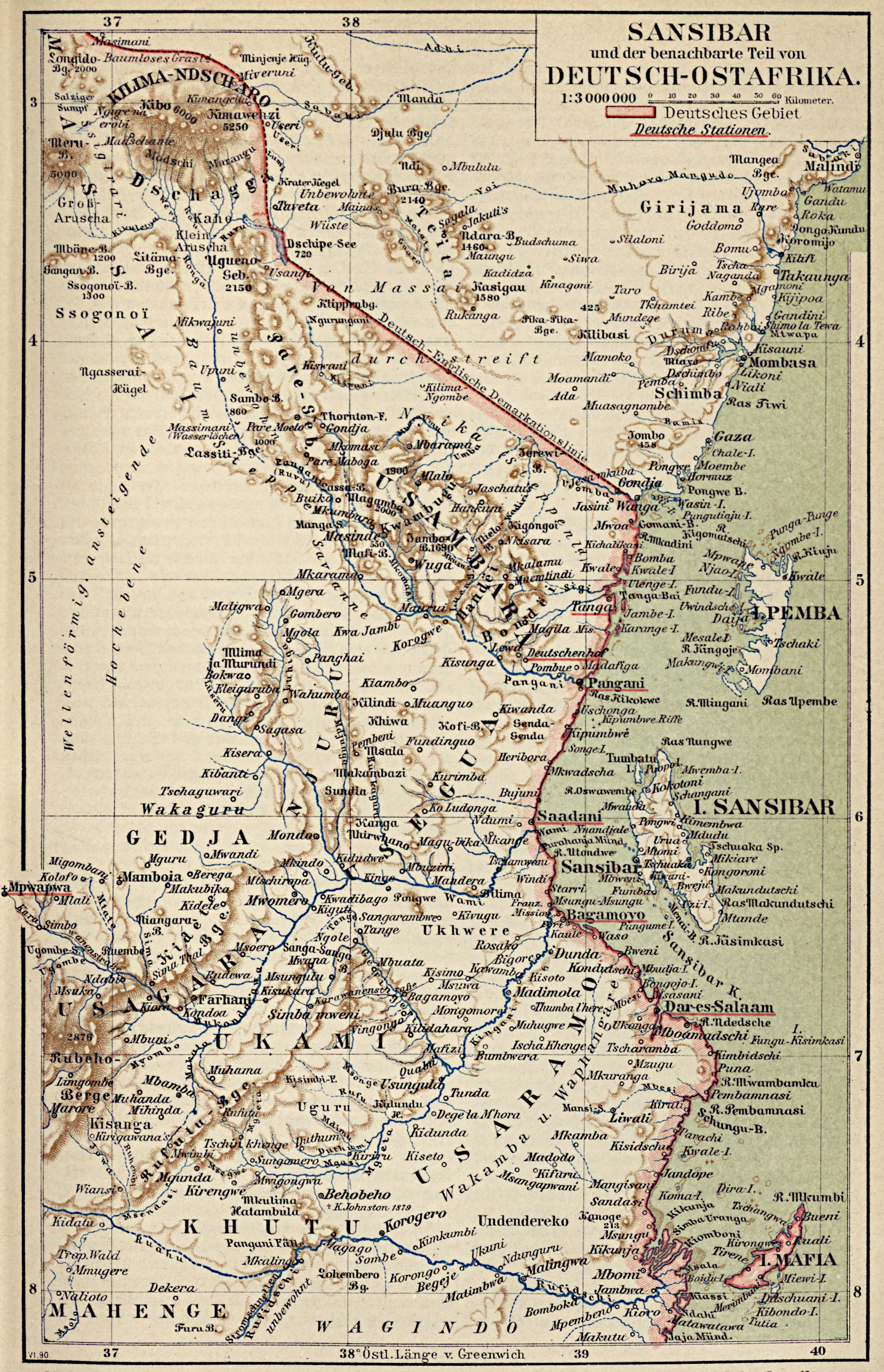
1890年当時のドイツ領東アフリカの地図

ドイツ領東アフリカ（ドイツりょうひがしアフリカ、ドイツ語: Deutsch-Ostafrika）は、東アフリカに存在した、後のブルンジ、ルワンダ、およびタンガニーカ（タンザニアの大陸部）の3地域を合わせたドイツ帝国の植民地だった地域である。面積は994,996平方キロメートルでドイツ連邦共和国のドイツの3倍に近い。1880年代から第一次世界大戦にかけて存在し、戦後イギリス帝国とベルギーに占領された後、委任統治領となった。

## 歴史

### 設立から第一次世界大戦まで
1884年頃、探検家でドイツ植民協会の創設者カール・ペータースは、ザンジバルから海を隔てたアフリカ大陸東部に入り、原住民の首長らと「ドイツの保護を求める」契約をむすんだ。ベルリン会議終了後の1885年3月3日、ドイツ政府はドイツ保護領東アフリカを設立する意向であること、ペータースのドイツ植民地協会に（2月17日に密かに）ドイツ保護領東アフリカ統治を委託する勅許を与えたことを公表した。ペータースはその後、現地を縦断し南方ルフィジ川、および北方沿岸部ラム近くのヴィツ（en、ウィトゥランド、スワヒリランドとも）へ展開する様々な専門家を募った。
ザンジバルのスルターン（アフリカ大陸インド洋沿岸部の実質的統治者だった）が、ドイツの進出に対して抗議した際、ドイツ宰相ビスマルクは5隻の軍艦（ビスマルク級コルベット「シュトッシュ」「グナイゼナウ」、ライプツィヒ級コルベット「プリンツ・アダルベルト」、アルコナ級フリゲート「エリーザベト」など）を派遣した。艦隊は8月7日に現地に到着し、砲口をスルターンの宮殿に向け威圧した。イギリス帝国（ザンジバルから支援を求められていたが、それに応えず自らも東アフリカに進出した）、ドイツおよびフランスが協議した結果、1886年に大陸部を分割してお互いの境界線（それに伴いザンジバルの支配地域も）を定め、イギリスは後のケニア（イギリス領東アフリカ）を、ドイツは後のタンガニーカを領有することとし、ザンジバルの支配地域はザンジバル島など東アフリカ沖の島嶼部および大陸沿岸から10マイル（16km）内陸までとされた。フランスはコモロ諸島領有の英独承認と引きかえにそれらの境界を承認した。イギリスの支援を得られなかったザンジバルは同意せざるを得なかった。
ドイツは速やかにバガモヨ、ダルエスサラームおよびキルワ地区を支配下に置いた。1888年にアブシリの反乱が発生したものの、翌年にイギリスの支援を受けて鎮圧した。1890年、イギリスとドイツはヘルゴランド＝ザンジバル条約を締結、ザンジバルやウィトゥランドはイギリスの保護領に、北海のヘルゴランド島をドイツ領とし、ザンジバルの支配地域だった沿岸部を買収してドイツ領東アフリカの権限範囲を定めた（境界線は1910年まで不明確なままだった）。
1891年から1894年の間、首長ムクワワに率いられたヘヘ族がドイツの進出に抵抗したが、結局他の部族がドイツ側についたため敗北した。ゲリラ活動を続けた後、ムクワワは追い詰められ1898年に自害した。

### マジ・マジ反乱
1905年にマジ・マジ反乱が発生した。この反乱は、植民地総督であったグスタフ・アドルフ・フォン・ゲッツェン伯爵が鎮圧したものの、その後まもなく、植民地における腐敗した統治と残虐行為の不祥事が明るみに出た。これを受けてドイツの宰相であったベルンハルト・フォン・ビューローは、1907年に植民地省を設置し、ベルンハルト・デルンブルクを長官に命じて植民地統治の改善を指示した。それは植民地統治のモデルケースになり、第一次世界大戦中の原住民の驚異的な忠誠にその結果が現れた。
ドイツ人植民地管理官は秩序を保ち、徴税に関しては原住民部族の首長に厚い信頼をおいた。現地警察以外では駐留軍（独: Schutztruppe、防衛隊）が110名のドイツ人将校（42名の軍医を含む）、126名の下士官および2,472名の原住民兵（アスカリ）で編成され、ダルエスサラーム、モシ、イリンガおよびマヘンゲに配置された。

### 第一次世界大戦
第一次世界大戦勃発時、ドイツ領東アフリカ防衛隊は司令官パウル・フォン・レットウ＝フォルベック大佐（当時）に率いられ連合国軍と戦った。レットウ＝フォルベックはこの戦争を、3,000名のヨーロッパ人将校と11,000名の原住民アスカリおよびポーターとともにイギリス軍を繰り返し攻撃して釘付けすることに費やした。イギリス軍は30万名を擁する強力な部隊で、この時第二次ボーア戦争を指揮したヤン・スマッツに率いられていた。レットウ＝フォルベックのもっとも大きな戦功はタンガの戦いにおける勝利で、彼は自軍の8倍以上のイギリス軍を打ち破った。
レットウ＝フォルベックはゲリラおよび奇襲作戦を展開し、最終的にイギリス軍に大量の物資と少なくとも6万人以上の損失を強いた。それにもかかわらず、圧倒的な兵力差（特にベルギー領コンゴ軍が西から攻撃してきた後）と補給の減少はレットウ＝フォルベックに撤退を余儀なくさせた。最終的にレットウ＝フォルベックは配下の小規模な部隊とともにドイツ領東アフリカを出てポルトガル領東アフリカ（後のモザンビーク）に侵入し、その後北ローデシア（後のザンビア）に侵入し、ドイツの休戦協定署名から3日後に休戦の知らせを受けて戦闘停止に同意した。
戦後、レットウ＝フォルベックと彼のドイツ領東アフリカ防衛隊は、第一次世界大戦において唯一敗北しなかった植民地軍（数で劣る敵に対してはしばしば退却したが）という、英雄として凱旋した。東アフリカでドイツ軍とともに戦ったアスカリにはのちにヴァイマル共和政および西ドイツから恩給が支給された。
ドイツ軍軽巡洋艦ケーニヒスベルクも東アフリカ沿岸で戦った。ケーニヒスベルクは燃料の石炭を使い果たし、1915年にルフィジ川の河口で沈没した。乗組員はその後地上軍に参加した。
ヴェルサイユ条約によりドイツ領東アフリカは分割され、西側をルアンダ＝ウルンディ（後のルワンダとブルンジ）としてベルギー領に、ロヴマ川以南のキオンガ三角地帯（後のモザンビークの一部）をポルトガル領に、残りをタンガニーカと名付けイギリス領とした。

## 統治システム
ドイツが東アフリカに進出した際、多くの地域ではそれまでザンジバルのスルターンが用いていた統治組織を受け継いだ。これは、各村にジュンベ（村長）を置き、幾つかの村を治めるアキダ（郡長）と呼ばれる中間統治者を、政府が任命する方式だった。当初、アキダには読み書きの出来る主にアラブ人やスワヒリ人が選ばれたものの、後に教育を受けたその他のアフリカ人も採用された。ただし、内陸部の大規模部族に対しては、部族の首長を中間統治者として正式に、あるいは暗黙のうちに承認した。
これら中間統治者は道路や橋などの土木工事への労働賦役、政府のキャラバン隊の荷役、ドイツ人の経営する農園への労働者などの供給、あるいは家屋税の徴税などを行った。首長あるいは村長は徴収した税金の5%を報酬として受け取った。納税は金納が原則であったため、換金作物の栽培が始まっていない地域では賦役（強制労働）で代用する制度も用意されたが、これは住民には不評だった。賦役に応じない住民に対してはアキダや首長により家屋が焼き払われたり家畜が没収されたりした。1905年にこの無報酬の労働賦役から賃金労働の制度に改められ、賃金の中から納税するようになり、また人頭税が導入され、家屋税から徐々に切り替えられていった。家屋税と人頭税を合わせた税収は1909年には311万マルクに達し、植民地での税収の34%を占めた。
内陸のハヤ族の住むブコバ地域、ルアンダ王国、およびブルンジ王国の3地域は人口が集中し中央集権的制度を持つ大規模な部族が支配する地域であったため、植民地政府は間接統治方式をとり3地域を自治区とし、王あるいは首長は内政に関する権限を与えられた。各自治区にはドイツ人駐在官が置かれ経済開発のアドバイザーとなるとともに、外国人や現地住民の出入国を監視した。これら自治区では経済開発が遅れ、徴税が実施されたのは1910年代に入ってからだった。

## 経済開発

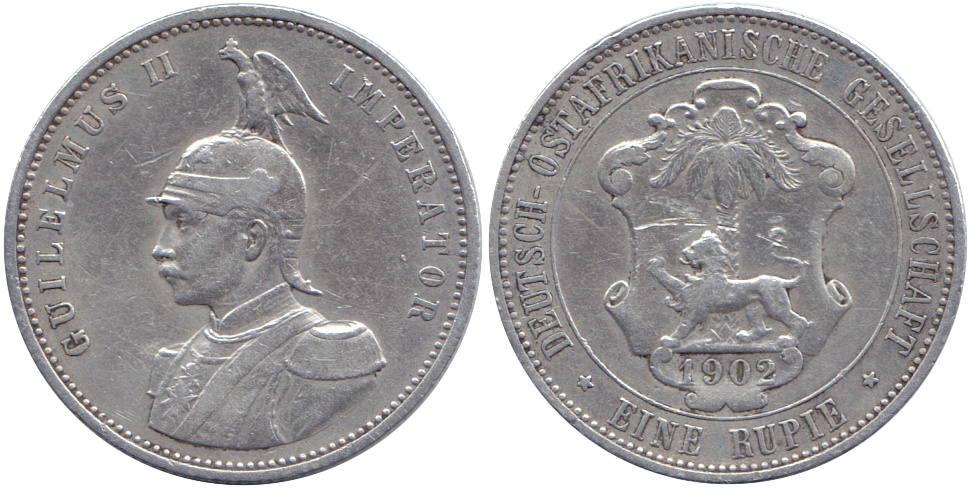
銀製の1ルピー硬貨、ドイツ領東アフリカ、1902年発行。描かれている肖像は、ヴィルヘルム2世である。

商業とその成長はドイツの指導の下で本格的に始まった。40,000ヘクタール以上に渡りサイザル麻が栽培されており、もっとも大きな収入源となっていた。大規模な綿花のプランテーションの他、2百万本のコーヒーの木と80,000ヘクタールに渡りゴムの木が植えられていた。
当初、ドイツはヨーロッパ人入植者を優遇する政策をとっていたが、マジ・マジ反乱の後、ドイツ植民地省初代長官デルンブルクおよびゲッツェンに替わり東アフリカ総督に就任したゲオルク・アルブレヒト・フォン・レーヒェンベルクは植民地政策の重点を少数のヨーロッパ人保護から現地アフリカ人による農業開発へと移した。
早くから経済の発展は信頼できる輸送手段に依存すると理解されており、これら農業生産品の市場への流通はタンガからモシへ至るウサンバラ鉄道（北方鉄道）が開通した1888年に始まった。もっとも長い路線（ドイツ語: Tanganjikabahn。現タンザニア中央鉄道）はダルエスサラームからモロゴロ、タボラを経由しキゴマに至る全長1,250kmに及んだ。レーヒェンベルクは内陸部での換金作物導入を促すため鉄道建設を優先させ、最終的にタンガニーカ湖東岸まで開通したのは1914年7月で、それを記念し大規模で賑やかな祝典とともに農産物の見本市と貿易博覧会が首都で開催された。鉄道開通とインド人商人の働きなどにより内陸部で換金作物が急速に普及したが、鉄道建設はドイツ国庫からの建設借款により行われていたため、植民地政府は借款返済のために、多額の財政負担を強いられた。1914年の植民地政府の歳入の32%が、借款返済に当てられていた。
港湾施設は電気クレーン、鉄道敷設、倉庫などが建設あるいは拡充され、タンガ、バガモヨおよびリンディでは埠頭が改築された。1912年にはダルエスサラームおよびタンガに356隻の蒸気貨物船および旅客船と、1,000隻を超える湾岸船および域内貿易船が入港した。
1914年までにダルエスサラームおよび周辺地域の人口は166,000人となった（1,050人のヨーロッパ人を含み、ドイツ人はそのうち1,000人）。東アフリカ保護領全域では3,579人のドイツ人がいた。それ自体でダルエスサラームは全熱帯アフリカの模範的都市となった。
これらすべての努力にもかかわらず、ドイツ領東アフリカは決して祖国のために利益を上げたというわけではなく、本国財務省からの助成金を必要とした。

## 教育
他のアフリカ植民地所有者ベルギー、イギリス、フランスおよびポルトガルとは違って、ドイツは初等学校、中等学校および職業訓練学校の開設といったアフリカ人教育プログラムを施行した。
| 「 | 教師の採用条件、教育課程、教科書、教材、すべては他の熱帯アフリカのどこにも並ぶものがない水準に達した。 | 」 |

1924年、第一次世界大戦が勃発して10年後、そしてイギリスが支配してから6年後、現地を訪れたアメリカフェルプス＝ストークス委員会は次のように報告している。
| 「 | 学校に関して、ドイツ人は驚くべきことを成し遂げた。教育をドイツ人が行った水準まで引き上げるには若干の時間を要する。 | 」 |

## 郵便切手

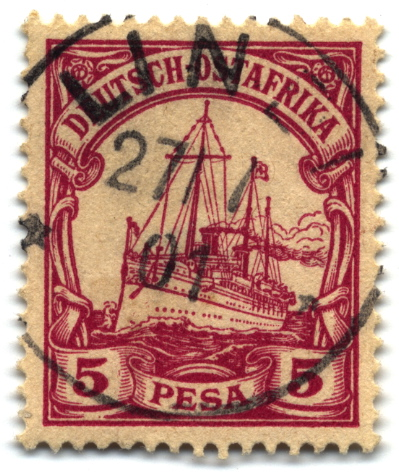
ヨット図案の5ペサ切手。消印は「リンディ、7月27日、1901年」

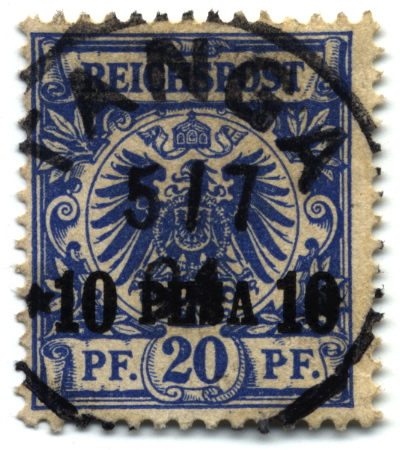
20ペニヒ切手に10ペサの額面が加刷されたもの（1893年）。1894年7月5日にタンガで使用された。

ドイツ領東アフリカで最初に郵便切手が発行されたのは1893年で、ドイツの切手に「Deutsch-Ostafrika」の文言とペサ（ドイツ領東アフリカの通貨）での額面が加刷されていた。1900年、ドイツはすべてのドイツ植民地で共通のデザイン（皇帝のヨット「ホーエンツォレルン号」が図案）を採用した切手「ヨット」を発行した。ドイツ領東アフリカの切手の額面に用いられた通貨単位は、現地通貨のペサおよびルピー（64ペサで1ルピー）であり、発行地域名は「DEUTSCH-OSTAFRIKA」と表記された。1905年、通貨単位が変更となり、新通貨「ヘラー」表記の切手が発行された(100ヘラーで1ルピー）。ドイツは、戦況が悪化し、植民地への切手の供給が困難となったのちも、切手を発行し続けた。1916年発行の透かし入り1ルピー切手はその好例である。この切手の真正な使用例は極端に珍しく、2万ドル以上に評価される。ドイツ領東アフリカ発行の切手の大半は、10ドル以下で売られているが、高額面の切手と、初期の加刷切手は100ドル以上に評価される。
ベルギーおよびイギリスに占領された後、それぞれの占領軍は臨時の切手を発行した。1916年、ベルギー占領地ではベルギー領コンゴの切手にいくつかの表記で加刷を行なった。最初は「RUANDA」および「URUNDI」と加刷されたが、実際には使用されなかった。次に2つの言語で「EST AFRICAIN ALLEMAND / OCCUPATION BELGE / DUITSCH OOST AFRIKA / BELGISCHE BEZETTUNG」と加刷されたシリーズが発行された。1922年、これらの切手は額面変更加刷をなされた。
1916年初頭、イギリスはニヤサランドの切手に「N.F.」（Nyasaland Force、ニヤサランド軍を示す）の加刷を行ない、その後1917年、東アフリカおよびウガンダの切手に「G.E.A.」と加刷した切手を発行した。同様の加刷は「東アフリカおよびウガンダ保護領」発行の切手にもみられるが、これらはタンガニーカ成立後に発行されたため、タンガニーカの郵便史コレクションの一部とみなされている。

## 恐竜化石の発見
鉱物資源の探査の際に南東部のリンディ方面の中生代の地層(テンダグル累層)から恐竜の化石が発見され、1909年にはこの場所からブラキオサウルスの全身骨格が発掘された。このブラキオサウルスの標本はドイツ本国に輸送された後、数十年の作業の末に復元され、世界最大級（当時）の標本として有名になった（現在ベルリンのフンボルト博物館に収蔵・展示）。ケントロサウルスの発見も同じ場所で、ドイツの発掘隊によるものである。

## 歴代の植民地総督
- 1885年-1889年: カール・ペータース - ドイツ東アフリカ会社
- 1889年-1891年: ヘルマン・フォン・ヴィスマン（ドイツ語版）
- 1891年-1893年: ユリウス・フォン・ゾーデン（ドイツ語版）
- 1893年-1895年: フリードリヒ・フォン・シェーレ（ドイツ語版）
- 1895年-1896年: ヘルマン・フォン・ヴィスマン
- 1896年-1901年: エドゥアルト・フォン・リーベルト（ドイツ語版）
- 1901年-1906年: グスタフ・アドルフ・フォン・ゲッツェン
- 1906年-1912年: ゲオルク・アルブレヒト・フォン・レーヒェンベルク（ドイツ語版）
- 1912年-1918年: ハインリヒ・アルベルト・シュネー

## 植民地時代の地名
- ビスマルクブルク（Bismarckburg） -  カサンガ
- カイザー＝ヴィルヘルム＝シュピッツェ（Kaiser-Wilhelm-Spitze） - キリマンジャロ
- ヴァイトマンズハイル（Weidmannsheil） - タボラ
- ベルゲン（Bergen） -  ムベヤ